# Wehib Pascià
Mehmed Wehib Pascià (conosciuto anche come Mehmet Vehib Kaçı, Wehib Pascià o Vehib Pascià; Yanya, 1877 – Istanbul, 13 giugno 1940) è stato un generale ottomano di etnia Albanese.
Combatté nelle guerre Balcaniche e in diversi teatri della prima guerra mondiale. Negli ultimi anni, agì come consigliere militare dell'esercito etiope nella seconda guerra italo-abissina.

## Biografia
Vehib nacque nel 1877 a Yanya (odierna Ioannina), allora parte dell'Impero Ottomano. Proveniente da una famiglia di spicco della città, suo padre, Mehmet Emin Efendi, ne era stato sindaco. Era di etnia Albanese Suo fratello maggiore Esad Pascià difese Gallipoli nel 1915 e il fratello minore Kâzım Taşkent fu il fondatore di Yapı Kredi, la prima banca privata a livello nazionale in Turchia. Vehib stesso si diplomò alla Scuola Imperiale di Ingegneria Militare (Mühendishane-i Berrî-i Hümâyûn) nel 1899, poi al Collegio Militare Ottomano (Staff College, Mekteb-i Erkân-ı Harbiye-i Şâhâne) come capitano di stato maggiore e si unì alla Quarta Armata, allora di stanza nello Yemen. Nel 1909, dopo l'incidente del 31 marzo, Vehib fu chiamato a Costantinopoli, dove iniziò a lavorare presso il Ministero della Guerra. Poco dopo Mahmut Şevket Pascià nominò Vehib comandante della Scuola Cadetti (Scuola superiore militare, Askerî İdadi), raggiungendo il grado di maggiore.

### Guerre Balcaniche
Durante la Prima guerra balcanica, Vehib difese la fortezza di Yanya con il fratello Esad Pascià, comandante del Corpo di Yanya, fino al 20 febbraio 1913. Alla fine le forze ottomane si arresero ai greci guidati dal principe ereditario Costantino.
Dopo il suo rilascio come prigioniero di guerra, Vehib fu nominato colonnello della 22ª Divisione di fanteria. Fu inviato in Hegiaz, in Arabia.

### Prima Guerra Mondiale
L'Impero Ottomano entrò nella Prima Guerra Mondiale e Vehib partecipò alla Campagna di Gallipoli, comandando il XV Corpo d'Armata e successivamente la Seconda Armata. I suoi successi lo portarono a diventare comandante della Terza Armata durante la Campagna del Caucaso. Il suo esercito si difese dagli attacchi dei russi ma fu sconfitto nella Battaglia di Erzincan. Nel 1918, la Terza Armata di Vehib riprese l'offensiva e riprese Trebisonda il 24 febbraio, Hopa a marzo e Batumi il 26 marzo. Con l'Armistizio di Mudros, Vehib tornò a Costantinopoli.

### Guerra di indipendenza
Vehib non partecipò alla guerra d'indipendenza turca. Dopo il suo ritorno a Costantinopoli alla fine della Prima guerra mondiale, fu processato per abuso d'ufficio e imprigionato nella prigione di Bekirağa. Fuggì in Italia. La sua cittadinanza fu revocata dal nuovo governo turco. Trascorse un periodo in Italia, Germania, Romania, Grecia ed Egitto. La sua antipatia per Mustafa Kemal era ben nota e non nascose mai il suo disprezzo per il nuovo leader della Turchia, che aveva combattuto sotto il suo comando a Gallipoli. Tornò a Istanbul solo nel 1940.

### Abissinia
Vehib partecipò alla Seconda guerra italo-abissina, dove era conosciuto come Wehib Pascià. Fu il capo di stato maggiore di Ras Nasibù, il comandante in capo etiope sul fronte meridionale. Vehib progettò una forte linea difensiva per gli etiopi, nota come "Muro di Hindenburg", in riferimento alla famosa linea difensiva tedesca della Prima Guerra Mondiale, la Linea Hindenburg. Tuttavia, gli italiani sfondarono queste difese durante la battaglia dell'Ogaden nell'aprile del 1936. In seguito, Vehib lasciò l'Etiopia e tornò a Istanbul.

### Morte
Morì nel 1940 e fu sepolto nel cimitero di Karacaahmet a Istanbul.